# Bouquet garni

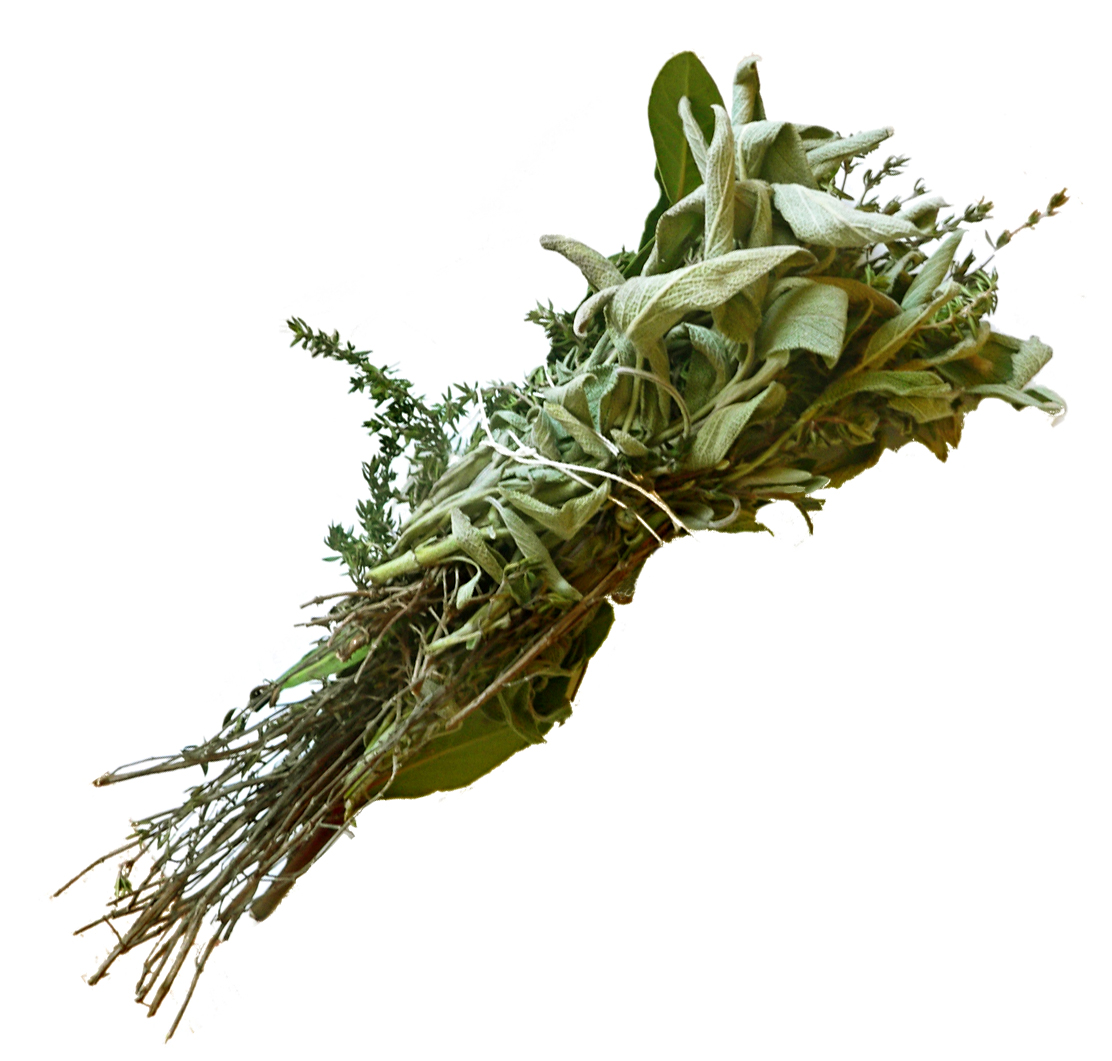
Um bouquet garni composto de tomilho, louro e sálvia

O bouquet garni também chamado ramo de cheiros, é um conjunto de ervas aromáticas destinado a temperar pratos e molhos em diversas receitas culinárias. Os ingredientes, quando frescos, são atados num molhinho com fio de cozinha, que permite que o cozinheiro possa facilmente retirar o bouquet da panela no fim da cozedura, antes de servir o prato. Para ingredientes secos, faz-se um saquinho com gaze e colocam-se os ingredientes dentro.[carece de fontes?]
O nome francês, internacionalmente utilizado para designar um ramalhete feito de ervas, dá nome a misturas que adicionam ao clássico outras especiarias, como é o caso do bouquet garni provençal que inclui um pedaço de casca de laranja desidratada, ou do bouquet garni variante que retira o louro e adiciona manjerona e segurelha. Numa dessas misturas, o bouquet garni vitoriano revela um ramalhete mais elaborado e acrescenta, entre outras, pimenta vermelha.

## Os ingredientes
Os ingredientes tradicionais do bouquet são:[carece de fontes?]
- tomilho
- louro
- salsa

Outros ingredientes que se podem usar: 
- a parte verde de um alho-poró
- satureja (segurelha)
- sálvia
- salsão (ou aipo)
- alecrim

Alguns "chefs" não recomendam a utilização do alecrim na composição do bouquet.